# Pteropsida
Pteropsida (varens, Polypodiopsida, Moniloformopses, Monilophyta) is de klasse van planten die de varens en paardenstaarten omvat. Deze botanische naam wordt in de 23e druk van de Heukels gebruikt. In de literatuur wordt voor deze groep ook andere namen gebruikt, zoals "Pteridophyta", "Pterophyta", "Polypodiophyta", "Filicinophyta" (alle in de rang van stam), of "Vaatcryptogamen".

## Kenmerken
Pteropsida hebben een levenscyclus met een morfologische generatiewisseling en cytologische kernfasewisseling: de diploïde sporofyt (de 'varenplant') wisselt af met een zelfstandig levende haploïde gametofyt (de voorkiem).
Het zijn planten zonder bloemen en zaden, ze verspreiden zich via sporen. Voor het overleven van de voorkiem en voor de bevruchting is een vochtige omgeving noodzakelijk. De Pteropsida komen daarom zelden voor in droge biotopen, maar leven vooral in bossen en moerassige standplaatsen.
De Pteropsida delen deze kenmerken met de Lycopsida, de wolfsklauwen en biesvarens.

## Stamboom
Het PPG I-systeem voor classificatie van de recente varens is in 2016 door de Pteridophyte Phylogeny Group (PPG) gepubliceerd. In deze stamboom zijn dus de uitgestorven groepen niet opgenomen.
De varens en de lignophyta, die zustergroepen zijn van elkaar, zijn groepen met macrofyllen. De laatste groep wordt gekenmerkt door stengels met vaatbundels, waarin zich verhoute tracheïden en houtvaten bevinden, die echter niet zo voorkomen bij varens.
Bij varens takt een deel van de stele (hoofdvaatbundel van de stengel) af op de plaats van een macrofyl, waardoor er een opening ontstaat in de stele. Dit heet een "bladspoor" en is kenmerkend voor de varens.
Plaats van de varens in de fylogenetische stamboom van de Embryophyta (landplanten):
| Fylogenetische stamboom van de Embryophyta tot aan de Spermatophyta |
| --- |
| - Embryophyta (landplanten) - Stam Marchantiophyta (Stotler & Crandall-Stotler 1977) (→ mossen s.l., bryofyten ) - - Stam Bryophyta (Schimper 1836) (→ mossen s.l., bryofyten ) - - Stam Anthocerotophyta (Stotler & Crandall-Stotler 1977) (→ mossen s.l., bryofyten ) - Tracheophyta, (vaatplanten) - † Horneophyton (→ Rhyniophyta ) - - † Aglaophyton (→ Rhyniophyta ) - - † Rhyniales (→ Rhyniophyta ) - - - † Stam Zosterophyllophyta (Banks 1975) - Stam Lycopodophyta (Cronquist & al. 1966) - Euphyllophyta (Kenrick & Crane 1997) - † Stam Trimerophytophyta (Banks 1975) - - Cladoxylidopsida - - Coenopteridopsida - - Stam Pteridophyta (Schimper 1879), varens - Psilotopsida - Ophioglossales - Psilotales - - - Equisetopsida - Marattiopsida - Polypodiopsida (leptosporangiate varens) - Lignophyta - † Aneurophytales (→ Progymnospermophyta ) - - - † Protopityales (→ Progymnospermophyta ) - † Archaeopteridales (→ Progymnospermophyta ) - Spermatophyta, zaadplanten |
| (→ behoort tot de ... ) wordt ook gerekend tot een polyfyletische groep |

## Classificatie van Nederlandse soorten
De klasse Pteropsida omvat twee ordes, de Ophioglossales en de Filicales. Van deze laatste orde zijn 13 families in Nederland aanwezig.
De systematische indeling van deze ordes en families wordt in de Heukels (2005) als volgt weergegeven:
|  | Vlotvarenfamilie (Salviniaceae) |
|  |                                 |
|  | Pilvarenfamilie (Marsileaceae)  |
|  |                                 |

|  | Eikvarenfamilie (Polypodiaceae)    |
|  |                                    |
|  | Niervarenfamilie (Dryopteridaceae) |
|  |                                    |

|  | Dubbellooffamilie (Blechnaceae)     |
|  |                                     |
|  | Bolletjesvarenfamilie (Onocleaceae) |
|  |                                     |

|  | Eikvarenfamilie (Polypodiaceae)    |
|  |                                    |
|  | Niervarenfamilie (Dryopteridaceae) |
|  |                                    |

|  | Dubbellooffamilie (Blechnaceae)     |
|  |                                     |
|  | Bolletjesvarenfamilie (Onocleaceae) |
|  |                                     |

|  | Eikvarenfamilie (Polypodiaceae)    |
|  |                                    |
|  | Niervarenfamilie (Dryopteridaceae) |
|  |                                    |

|  | Dubbellooffamilie (Blechnaceae)     |
|  |                                     |
|  | Bolletjesvarenfamilie (Onocleaceae) |
|  |                                     |

|  | Eikvarenfamilie (Polypodiaceae)    |
|  |                                    |
|  | Niervarenfamilie (Dryopteridaceae) |
|  |                                    |

|  | Dubbellooffamilie (Blechnaceae)     |
|  |                                     |
|  | Bolletjesvarenfamilie (Onocleaceae) |
|  |                                     |

|  | Eikvarenfamilie (Polypodiaceae)    |
|  |                                    |
|  | Niervarenfamilie (Dryopteridaceae) |
|  |                                    |

|  | Dubbellooffamilie (Blechnaceae)     |
|  |                                     |
|  | Bolletjesvarenfamilie (Onocleaceae) |
|  |                                     |

|  | Eikvarenfamilie (Polypodiaceae)    |
|  |                                    |
|  | Niervarenfamilie (Dryopteridaceae) |
|  |                                    |

|  | Dubbellooffamilie (Blechnaceae)     |
|  |                                     |
|  | Bolletjesvarenfamilie (Onocleaceae) |
|  |                                     |

|  | Eikvarenfamilie (Polypodiaceae)    |
|  |                                    |
|  | Niervarenfamilie (Dryopteridaceae) |
|  |                                    |

|  | Dubbellooffamilie (Blechnaceae)     |
|  |                                     |
|  | Bolletjesvarenfamilie (Onocleaceae) |
|  |                                     |

|  | Eikvarenfamilie (Polypodiaceae)    |
|  |                                    |
|  | Niervarenfamilie (Dryopteridaceae) |
|  |                                    |

|  | Dubbellooffamilie (Blechnaceae)     |
|  |                                     |
|  | Bolletjesvarenfamilie (Onocleaceae) |
|  |                                     |

|  | Vlotvarenfamilie (Salviniaceae) |
|  |                                 |
|  | Pilvarenfamilie (Marsileaceae)  |
|  |                                 |

|  | Eikvarenfamilie (Polypodiaceae)    |
|  |                                    |
|  | Niervarenfamilie (Dryopteridaceae) |
|  |                                    |

|  | Dubbellooffamilie (Blechnaceae)     |
|  |                                     |
|  | Bolletjesvarenfamilie (Onocleaceae) |
|  |                                     |

|  | Eikvarenfamilie (Polypodiaceae)    |
|  |                                    |
|  | Niervarenfamilie (Dryopteridaceae) |
|  |                                    |

|  | Dubbellooffamilie (Blechnaceae)     |
|  |                                     |
|  | Bolletjesvarenfamilie (Onocleaceae) |
|  |                                     |

|  | Eikvarenfamilie (Polypodiaceae)    |
|  |                                    |
|  | Niervarenfamilie (Dryopteridaceae) |
|  |                                    |

|  | Dubbellooffamilie (Blechnaceae)     |
|  |                                     |
|  | Bolletjesvarenfamilie (Onocleaceae) |
|  |                                     |

|  | Eikvarenfamilie (Polypodiaceae)    |
|  |                                    |
|  | Niervarenfamilie (Dryopteridaceae) |
|  |                                    |

|  | Dubbellooffamilie (Blechnaceae)     |
|  |                                     |
|  | Bolletjesvarenfamilie (Onocleaceae) |
|  |                                     |

|  | Eikvarenfamilie (Polypodiaceae)    |
|  |                                    |
|  | Niervarenfamilie (Dryopteridaceae) |
|  |                                    |

|  | Dubbellooffamilie (Blechnaceae)     |
|  |                                     |
|  | Bolletjesvarenfamilie (Onocleaceae) |
|  |                                     |

|  | Eikvarenfamilie (Polypodiaceae)    |
|  |                                    |
|  | Niervarenfamilie (Dryopteridaceae) |
|  |                                    |

|  | Dubbellooffamilie (Blechnaceae)     |
|  |                                     |
|  | Bolletjesvarenfamilie (Onocleaceae) |
|  |                                     |

|  | Eikvarenfamilie (Polypodiaceae)    |
|  |                                    |
|  | Niervarenfamilie (Dryopteridaceae) |
|  |                                    |

|  | Dubbellooffamilie (Blechnaceae)     |
|  |                                     |
|  | Bolletjesvarenfamilie (Onocleaceae) |
|  |                                     |

|  | Eikvarenfamilie (Polypodiaceae)    |
|  |                                    |
|  | Niervarenfamilie (Dryopteridaceae) |
|  |                                    |

|  | Dubbellooffamilie (Blechnaceae)     |
|  |                                     |
|  | Bolletjesvarenfamilie (Onocleaceae) |
|  |                                     |

|  | Vlotvarenfamilie (Salviniaceae) |
|  |                                 |
|  | Pilvarenfamilie (Marsileaceae)  |
|  |                                 |

|  | Eikvarenfamilie (Polypodiaceae)    |
|  |                                    |
|  | Niervarenfamilie (Dryopteridaceae) |
|  |                                    |

|  | Dubbellooffamilie (Blechnaceae)     |
|  |                                     |
|  | Bolletjesvarenfamilie (Onocleaceae) |
|  |                                     |

|  | Eikvarenfamilie (Polypodiaceae)    |
|  |                                    |
|  | Niervarenfamilie (Dryopteridaceae) |
|  |                                    |

|  | Dubbellooffamilie (Blechnaceae)     |
|  |                                     |
|  | Bolletjesvarenfamilie (Onocleaceae) |
|  |                                     |

|  | Eikvarenfamilie (Polypodiaceae)    |
|  |                                    |
|  | Niervarenfamilie (Dryopteridaceae) |
|  |                                    |

|  | Dubbellooffamilie (Blechnaceae)     |
|  |                                     |
|  | Bolletjesvarenfamilie (Onocleaceae) |
|  |                                     |

|  | Eikvarenfamilie (Polypodiaceae)    |
|  |                                    |
|  | Niervarenfamilie (Dryopteridaceae) |
|  |                                    |

|  | Dubbellooffamilie (Blechnaceae)     |
|  |                                     |
|  | Bolletjesvarenfamilie (Onocleaceae) |
|  |                                     |

|  | Eikvarenfamilie (Polypodiaceae)    |
|  |                                    |
|  | Niervarenfamilie (Dryopteridaceae) |
|  |                                    |

|  | Dubbellooffamilie (Blechnaceae)     |
|  |                                     |
|  | Bolletjesvarenfamilie (Onocleaceae) |
|  |                                     |

|  | Eikvarenfamilie (Polypodiaceae)    |
|  |                                    |
|  | Niervarenfamilie (Dryopteridaceae) |
|  |                                    |

|  | Dubbellooffamilie (Blechnaceae)     |
|  |                                     |
|  | Bolletjesvarenfamilie (Onocleaceae) |
|  |                                     |

|  | Eikvarenfamilie (Polypodiaceae)    |
|  |                                    |
|  | Niervarenfamilie (Dryopteridaceae) |
|  |                                    |

|  | Dubbellooffamilie (Blechnaceae)     |
|  |                                     |
|  | Bolletjesvarenfamilie (Onocleaceae) |
|  |                                     |

|  | Eikvarenfamilie (Polypodiaceae)    |
|  |                                    |
|  | Niervarenfamilie (Dryopteridaceae) |
|  |                                    |

|  | Dubbellooffamilie (Blechnaceae)     |
|  |                                     |
|  | Bolletjesvarenfamilie (Onocleaceae) |
|  |                                     |

|  | Vlotvarenfamilie (Salviniaceae) |
|  |                                 |
|  | Pilvarenfamilie (Marsileaceae)  |
|  |                                 |

|  | Eikvarenfamilie (Polypodiaceae)    |
|  |                                    |
|  | Niervarenfamilie (Dryopteridaceae) |
|  |                                    |

|  | Dubbellooffamilie (Blechnaceae)     |
|  |                                     |
|  | Bolletjesvarenfamilie (Onocleaceae) |
|  |                                     |

|  | Eikvarenfamilie (Polypodiaceae)    |
|  |                                    |
|  | Niervarenfamilie (Dryopteridaceae) |
|  |                                    |

|  | Dubbellooffamilie (Blechnaceae)     |
|  |                                     |
|  | Bolletjesvarenfamilie (Onocleaceae) |
|  |                                     |

|  | Eikvarenfamilie (Polypodiaceae)    |
|  |                                    |
|  | Niervarenfamilie (Dryopteridaceae) |
|  |                                    |

|  | Dubbellooffamilie (Blechnaceae)     |
|  |                                     |
|  | Bolletjesvarenfamilie (Onocleaceae) |
|  |                                     |

|  | Eikvarenfamilie (Polypodiaceae)    |
|  |                                    |
|  | Niervarenfamilie (Dryopteridaceae) |
|  |                                    |

|  | Dubbellooffamilie (Blechnaceae)     |
|  |                                     |
|  | Bolletjesvarenfamilie (Onocleaceae) |
|  |                                     |

|  | Eikvarenfamilie (Polypodiaceae)    |
|  |                                    |
|  | Niervarenfamilie (Dryopteridaceae) |
|  |                                    |

|  | Dubbellooffamilie (Blechnaceae)     |
|  |                                     |
|  | Bolletjesvarenfamilie (Onocleaceae) |
|  |                                     |

|  | Eikvarenfamilie (Polypodiaceae)    |
|  |                                    |
|  | Niervarenfamilie (Dryopteridaceae) |
|  |                                    |

|  | Dubbellooffamilie (Blechnaceae)     |
|  |                                     |
|  | Bolletjesvarenfamilie (Onocleaceae) |
|  |                                     |

|  | Eikvarenfamilie (Polypodiaceae)    |
|  |                                    |
|  | Niervarenfamilie (Dryopteridaceae) |
|  |                                    |

|  | Dubbellooffamilie (Blechnaceae)     |
|  |                                     |
|  | Bolletjesvarenfamilie (Onocleaceae) |
|  |                                     |

|  | Eikvarenfamilie (Polypodiaceae)    |
|  |                                    |
|  | Niervarenfamilie (Dryopteridaceae) |
|  |                                    |

|  | Dubbellooffamilie (Blechnaceae)     |
|  |                                     |
|  | Bolletjesvarenfamilie (Onocleaceae) |
|  |                                     |

|  | Vlotvarenfamilie (Salviniaceae) |
|  |                                 |
|  | Pilvarenfamilie (Marsileaceae)  |
|  |                                 |

|  | Eikvarenfamilie (Polypodiaceae)    |
|  |                                    |
|  | Niervarenfamilie (Dryopteridaceae) |
|  |                                    |

|  | Dubbellooffamilie (Blechnaceae)     |
|  |                                     |
|  | Bolletjesvarenfamilie (Onocleaceae) |
|  |                                     |

|  | Eikvarenfamilie (Polypodiaceae)    |
|  |                                    |
|  | Niervarenfamilie (Dryopteridaceae) |
|  |                                    |

|  | Dubbellooffamilie (Blechnaceae)     |
|  |                                     |
|  | Bolletjesvarenfamilie (Onocleaceae) |
|  |                                     |

|  | Eikvarenfamilie (Polypodiaceae)    |
|  |                                    |
|  | Niervarenfamilie (Dryopteridaceae) |
|  |                                    |

|  | Dubbellooffamilie (Blechnaceae)     |
|  |                                     |
|  | Bolletjesvarenfamilie (Onocleaceae) |
|  |                                     |

|  | Eikvarenfamilie (Polypodiaceae)    |
|  |                                    |
|  | Niervarenfamilie (Dryopteridaceae) |
|  |                                    |

|  | Dubbellooffamilie (Blechnaceae)     |
|  |                                     |
|  | Bolletjesvarenfamilie (Onocleaceae) |
|  |                                     |

|  | Eikvarenfamilie (Polypodiaceae)    |
|  |                                    |
|  | Niervarenfamilie (Dryopteridaceae) |
|  |                                    |

|  | Dubbellooffamilie (Blechnaceae)     |
|  |                                     |
|  | Bolletjesvarenfamilie (Onocleaceae) |
|  |                                     |

|  | Eikvarenfamilie (Polypodiaceae)    |
|  |                                    |
|  | Niervarenfamilie (Dryopteridaceae) |
|  |                                    |

|  | Dubbellooffamilie (Blechnaceae)     |
|  |                                     |
|  | Bolletjesvarenfamilie (Onocleaceae) |
|  |                                     |

|  | Eikvarenfamilie (Polypodiaceae)    |
|  |                                    |
|  | Niervarenfamilie (Dryopteridaceae) |
|  |                                    |

|  | Dubbellooffamilie (Blechnaceae)     |
|  |                                     |
|  | Bolletjesvarenfamilie (Onocleaceae) |
|  |                                     |

|  | Eikvarenfamilie (Polypodiaceae)    |
|  |                                    |
|  | Niervarenfamilie (Dryopteridaceae) |
|  |                                    |

|  | Dubbellooffamilie (Blechnaceae)     |
|  |                                     |
|  | Bolletjesvarenfamilie (Onocleaceae) |
|  |                                     |

|  | Vlotvarenfamilie (Salviniaceae) |
|  |                                 |
|  | Pilvarenfamilie (Marsileaceae)  |
|  |                                 |

|  | Eikvarenfamilie (Polypodiaceae)    |
|  |                                    |
|  | Niervarenfamilie (Dryopteridaceae) |
|  |                                    |

|  | Dubbellooffamilie (Blechnaceae)     |
|  |                                     |
|  | Bolletjesvarenfamilie (Onocleaceae) |
|  |                                     |

|  | Eikvarenfamilie (Polypodiaceae)    |
|  |                                    |
|  | Niervarenfamilie (Dryopteridaceae) |
|  |                                    |

|  | Dubbellooffamilie (Blechnaceae)     |
|  |                                     |
|  | Bolletjesvarenfamilie (Onocleaceae) |
|  |                                     |

|  | Eikvarenfamilie (Polypodiaceae)    |
|  |                                    |
|  | Niervarenfamilie (Dryopteridaceae) |
|  |                                    |

|  | Dubbellooffamilie (Blechnaceae)     |
|  |                                     |
|  | Bolletjesvarenfamilie (Onocleaceae) |
|  |                                     |

|  | Eikvarenfamilie (Polypodiaceae)    |
|  |                                    |
|  | Niervarenfamilie (Dryopteridaceae) |
|  |                                    |

|  | Dubbellooffamilie (Blechnaceae)     |
|  |                                     |
|  | Bolletjesvarenfamilie (Onocleaceae) |
|  |                                     |

|  | Eikvarenfamilie (Polypodiaceae)    |
|  |                                    |
|  | Niervarenfamilie (Dryopteridaceae) |
|  |                                    |

|  | Dubbellooffamilie (Blechnaceae)     |
|  |                                     |
|  | Bolletjesvarenfamilie (Onocleaceae) |
|  |                                     |

|  | Eikvarenfamilie (Polypodiaceae)    |
|  |                                    |
|  | Niervarenfamilie (Dryopteridaceae) |
|  |                                    |

|  | Dubbellooffamilie (Blechnaceae)     |
|  |                                     |
|  | Bolletjesvarenfamilie (Onocleaceae) |
|  |                                     |

|  | Eikvarenfamilie (Polypodiaceae)    |
|  |                                    |
|  | Niervarenfamilie (Dryopteridaceae) |
|  |                                    |

|  | Dubbellooffamilie (Blechnaceae)     |
|  |                                     |
|  | Bolletjesvarenfamilie (Onocleaceae) |
|  |                                     |

|  | Eikvarenfamilie (Polypodiaceae)    |
|  |                                    |
|  | Niervarenfamilie (Dryopteridaceae) |
|  |                                    |

|  | Dubbellooffamilie (Blechnaceae)     |
|  |                                     |
|  | Bolletjesvarenfamilie (Onocleaceae) |
|  |                                     |

|  | Vlotvarenfamilie (Salviniaceae) |
|  |                                 |
|  | Pilvarenfamilie (Marsileaceae)  |
|  |                                 |

|  | Eikvarenfamilie (Polypodiaceae)    |
|  |                                    |
|  | Niervarenfamilie (Dryopteridaceae) |
|  |                                    |

|  | Dubbellooffamilie (Blechnaceae)     |
|  |                                     |
|  | Bolletjesvarenfamilie (Onocleaceae) |
|  |                                     |

|  | Eikvarenfamilie (Polypodiaceae)    |
|  |                                    |
|  | Niervarenfamilie (Dryopteridaceae) |
|  |                                    |

|  | Dubbellooffamilie (Blechnaceae)     |
|  |                                     |
|  | Bolletjesvarenfamilie (Onocleaceae) |
|  |                                     |

|  | Eikvarenfamilie (Polypodiaceae)    |
|  |                                    |
|  | Niervarenfamilie (Dryopteridaceae) |
|  |                                    |

|  | Dubbellooffamilie (Blechnaceae)     |
|  |                                     |
|  | Bolletjesvarenfamilie (Onocleaceae) |
|  |                                     |

|  | Eikvarenfamilie (Polypodiaceae)    |
|  |                                    |
|  | Niervarenfamilie (Dryopteridaceae) |
|  |                                    |

|  | Dubbellooffamilie (Blechnaceae)     |
|  |                                     |
|  | Bolletjesvarenfamilie (Onocleaceae) |
|  |                                     |

|  | Eikvarenfamilie (Polypodiaceae)    |
|  |                                    |
|  | Niervarenfamilie (Dryopteridaceae) |
|  |                                    |

|  | Dubbellooffamilie (Blechnaceae)     |
|  |                                     |
|  | Bolletjesvarenfamilie (Onocleaceae) |
|  |                                     |

|  | Eikvarenfamilie (Polypodiaceae)    |
|  |                                    |
|  | Niervarenfamilie (Dryopteridaceae) |
|  |                                    |

|  | Dubbellooffamilie (Blechnaceae)     |
|  |                                     |
|  | Bolletjesvarenfamilie (Onocleaceae) |
|  |                                     |

|  | Eikvarenfamilie (Polypodiaceae)    |
|  |                                    |
|  | Niervarenfamilie (Dryopteridaceae) |
|  |                                    |

|  | Dubbellooffamilie (Blechnaceae)     |
|  |                                     |
|  | Bolletjesvarenfamilie (Onocleaceae) |
|  |                                     |

|  | Eikvarenfamilie (Polypodiaceae)    |
|  |                                    |
|  | Niervarenfamilie (Dryopteridaceae) |
|  |                                    |

|  | Dubbellooffamilie (Blechnaceae)     |
|  |                                     |
|  | Bolletjesvarenfamilie (Onocleaceae) |
|  |                                     |

|  | Vlotvarenfamilie (Salviniaceae) |
|  |                                 |
|  | Pilvarenfamilie (Marsileaceae)  |
|  |                                 |

|  | Eikvarenfamilie (Polypodiaceae)    |
|  |                                    |
|  | Niervarenfamilie (Dryopteridaceae) |
|  |                                    |

|  | Dubbellooffamilie (Blechnaceae)     |
|  |                                     |
|  | Bolletjesvarenfamilie (Onocleaceae) |
|  |                                     |

|  | Eikvarenfamilie (Polypodiaceae)    |
|  |                                    |
|  | Niervarenfamilie (Dryopteridaceae) |
|  |                                    |

|  | Dubbellooffamilie (Blechnaceae)     |
|  |                                     |
|  | Bolletjesvarenfamilie (Onocleaceae) |
|  |                                     |

|  | Eikvarenfamilie (Polypodiaceae)    |
|  |                                    |
|  | Niervarenfamilie (Dryopteridaceae) |
|  |                                    |

|  | Dubbellooffamilie (Blechnaceae)     |
|  |                                     |
|  | Bolletjesvarenfamilie (Onocleaceae) |
|  |                                     |

|  | Eikvarenfamilie (Polypodiaceae)    |
|  |                                    |
|  | Niervarenfamilie (Dryopteridaceae) |
|  |                                    |

|  | Dubbellooffamilie (Blechnaceae)     |
|  |                                     |
|  | Bolletjesvarenfamilie (Onocleaceae) |
|  |                                     |

|  | Eikvarenfamilie (Polypodiaceae)    |
|  |                                    |
|  | Niervarenfamilie (Dryopteridaceae) |
|  |                                    |

|  | Dubbellooffamilie (Blechnaceae)     |
|  |                                     |
|  | Bolletjesvarenfamilie (Onocleaceae) |
|  |                                     |

|  | Eikvarenfamilie (Polypodiaceae)    |
|  |                                    |
|  | Niervarenfamilie (Dryopteridaceae) |
|  |                                    |

|  | Dubbellooffamilie (Blechnaceae)     |
|  |                                     |
|  | Bolletjesvarenfamilie (Onocleaceae) |
|  |                                     |

|  | Eikvarenfamilie (Polypodiaceae)    |
|  |                                    |
|  | Niervarenfamilie (Dryopteridaceae) |
|  |                                    |

|  | Dubbellooffamilie (Blechnaceae)     |
|  |                                     |
|  | Bolletjesvarenfamilie (Onocleaceae) |
|  |                                     |

|  | Eikvarenfamilie (Polypodiaceae)    |
|  |                                    |
|  | Niervarenfamilie (Dryopteridaceae) |
|  |                                    |

|  | Dubbellooffamilie (Blechnaceae)     |
|  |                                     |
|  | Bolletjesvarenfamilie (Onocleaceae) |
|  |                                     |

Bovenstaande indeling wordt gebruikt in de 23e editie van de Heukels. Deze is gebaseerd op nieuwe inzichten gebaseerd op gegevens van DNA-sequenties. Een opvallend verschil met de 22e druk is vooral de veranderde plaatsing van de paardenstaartenfamilie (Equisetaceae) die voorheen in een aparte klasse zaten.